# المعهد العالي للعلوم والثقافة الإسلامية
المعهد العالي للعلوم والثقافة الإسلامية (ISCA)، هو معهد التابع لمكتب الاعلام الإسلامي في الحوزة العلمية بمدينة قم، سنة 1363 هـ ش تحت عنوان «مركز الدراسات والبحوث الإسلامية»، وفي عام 1384هـ ش (2005) حصل على إذن التاسیس من وزارة العلوم والبحوث والتكنولوجيا. ويعتبر المعهد مؤسسة حوزوية، ثورية، بحثية وعلمية تلعب دور الوسيط الفاعل بين الحوزات العلمية والاحتياجات الدينية للشعب والنظام الإسلامي «لشرح وتوسيع معتقدات ورؤى وقيم الإسلام والثورة» و«تعميق وتطوير المعرفة والمعرفة الإسلامية».

## أهداف المعهد العالي
•    بيان التعاليم الإسلامية الأصيلة وصقل الثقافة الدينية من هوامش الجمود والالتقاط؛
•    شرح منهجي للإسلام وتوفير أنماط فردية وفعالة اجتماعيًا مصممة وفقًا لاحتياجات العالم المعاصر وذلك من خلال تطوير وتعميق وتمكين العلوم الإسلامية؛
•    تقديم الدعم العلمي والنظري لنظام الحكم وتنفيذ حكم القانون والثورة الإسلامية.

## منهجية المعهد العالي
```
استعرض معهد الثقافة والثقافة والعلوم الإسلامية النهج الموجه نحو حل المشكلات وذلك بهدف تلبية احتياجات وقضايا المجتمع المستهدف. كما تمّ تنظيم الأنشطة العلمية لمعهد البحوث في تنفيذ النهج المذكور أعلاه في أربعة محاور رئيسية و13 طاولة متخصصة وذلك على النحو التالي:
```

1. أ- الأسس النظرية ونظام العلوم الإسلامية والإنسانية المتقن 1. أسلمة العلوم الإنسانية؛ 2. تطوير وتمكين العلوم الإسلامية. 3. التربية والتعليم. ب- تعميق الإيمان الديني ومحاربة التيارات والفرق المنحرفة 4. تطوير وتعميق المعتقدات الدينية؛ 5. التيارات الوهابية والتكفيرية. 6. ورشة الفرق المنحرفة. 7. تنمية وتعميق الثقافة القرآنية. ج- الأخلاق والأسرة ونمط الحياة 8. تعزيز نظام الأسرة؛ 9. نمط الحياة الإسلامية؛ 10. الأخلاق. د- النظام السياسي والاجتماعي للإسلام وإيران 11. النظام السياسي للجمهورية الإسلامية. 12. القضايا الاجتماعية للإسلام وإيران؛ 13. الحضارة الإسلامية.

## مراكز البحوث والأقسام البحثية
1-    معهد الثقافة والتعاليم القرآنية
•   قسم الموسوعات
•    قسم القواميس
•    قسم تفسير القرآن
•    قسم علوم القران
•    مجموعة الدراسات التطبيقية
2. معهد التاریخ وسیرة أهل البيت (علیهم السلام)
•    قسم التاريخ الشيعي
•    قسم سيرة أهل البيت (عليهم السلام)
•    قسم الثقافة والحضارة الإسلامية
•   قسم موسوعة أهل البيت (عليهم السلام)
3- معهد المهدوية ودراسات المستقبلية
•    قسم البحوث المهدوية
•    قسم دراسات الاتجاهات المهدوية
•    قسم الدراسات المستقبلية للدين والتدين
4- معهد الفلسفة والكلام الإسلامي
•    قسم الفلسفة
•    قسم الكلام
•     قسم فلسفة الأخلاق
5- معهد الأخلاق والمعنويات
•    قسم الأخلاق
•    قسم التربية
•    قسم الإسلام والدراسات المعنوية
6.    معهد بحوث الفقه والقانون
•    فلسفة الفقه والقانون
•    الاقسام التابعة للفقه
•    قسم المسائل الفقهية والقانونية
7. معهد بحوث العلوم والفكر السياسية
•    قسم الفلسفة السياسية
•    قسم الفلسفة السياسية
•    قسم العلوم السياسية
8- معهد الإلهيات والأسرة
•    قسم الإلهيات والأسرة
•    قسم الأخلاق الاجتماعية
•    قسم الدراسات الأسرية
9. معهد الحضارة الإسلامية
قسم الفقه التطبيقي
قسم الحكمة والكلام الجديد
قسم القرآن والدراسات الاجتماعية
مجموعة الفن والحضارة الإسلامية
10. معهد إدارة المعلومات وإدارة المعلومات
•    قسم تدوين مؤسسات المعرفة
•    قسم تنظيم المعلومات والوثائق
•    قسم نشر المعلومات والمعرفة
11. مركز إحياء الاثار الإسلامية
•    قسم المراجع والقواميس
•    قسم تصحيح وإحياء الآثار الإسلامية
12. مركز الدراسات الاجتماعية والحضارية
•    قسم دراسات الحضارة
•    قسم الدراسات الثقافية الاجتماعية
13. مركز التعاون العلمي والدولي
•    مكتب التعاون العلمي
•    المكتب الدولي
•    خبير مسؤول عن الترجمة
•    الخبير المسؤول عن التشريفات

## أهداف المعهد العالي
•    بيان التعاليم الإسلامية الأصيلة وصقل الثقافة الدينية من هوامش الجمود والالتقاط؛
•    شرح منهجي للإسلام وتوفير أنماط فردية وفعالة اجتماعيًا مصممة وفقًا لاحتياجات العالم المعاصر وذلك من خلال تطوير وتعميق وتمكين العلوم الإسلامية؛
•    تقديم الدعم العلمي والنظري لنظام الحكم وتنفيذ حكم القانون والثورة الإسلامية.